# Comportamento sexual humano
O comportamento sexual humano é o conjunto das atitudes e posicionamentos do ser humano em relação ao sexo. Ele variou ao longo da história. Atualmente, devido ao avanço das ciências em geral, especialmente com o avanço da medicina e da educação sexual nas escolas, passou a ser tratado de forma científica, sem interferências de crenças ou religiões, estando orientado para o controle da natalidade, controle da gravidez precoce em adolescentes, planejamento familiar consciente e prevenção de doenças sexualmente transmissíveis.

## Relação sexual humana
O ato sexual existe para conduzir os gametas masculinos, espermatozoides, ao encontro do gameta feminino - o óvulo. No entanto, o sexo é praticado também como ato de amor entre casais ao invés de ser puramente um ato reprodutivo, como ocorre com outras espécies de animais. O planejamento familiar, como adotado em alguns países como a República Popular da China, é um importante posicionamento para o bem-estar das famílias e para o bom desenvolvimento dos filhos. As grandes proles poderão ser acompanhadas de grandes problemas, seja no aspecto do orçamento econômico-financeiro das famílias seja no aspecto da educação dessas crianças. É muito mais saudável e recomendável ter poucos filhos bem criados do que ter uma grande prole sofrendo com miséria, desinformação e falta de educação, porque, para se educar bem os filhos, se exige dispêndio de recursos financeiros e tempo por parte dos progenitores.
Pelo aspecto biológico, a reprodução consiste basicamente na inoculação do esperma no interior da vagina da parceira. Esse ato em si, sob condições normais, leva à fecundação do óvulo e à consequente gravidez da mulher. Os métodos anticoncepcionais ou contraceptivos são diversos e devem ser conhecidos para que a pessoa possa optar por um ou dois que considere menos prejudicial à saúde e/ou a que a pessoa melhor se adapte. É uma questão de preferência pessoal. Sabemos que métodos antigos como a velha lavagem vaginal após o coito não são confiáveis em termos de proteção anticoncepcional, o que obriga a adoção de outro método cientificamente comprovado como seguro.

## Métodos anticoncepcionais
- Camisinha
- Camisinha feminina
- DIU (dispositivo intrauterino)
- Anticoncepcionais orais (pílula anticoncepcional)
- Anticoncepcionais medicamentosos não orais (injeção, adesivo)
- Ligadura de trompas (na mulher)
- Vasectomia (no homem)

## Aspectos culturais da relação sexual humana
Vergonha e culpa também são sentimentos exclusivos dos seres humanos, devido a posicionamentos culturais variantes, adotados há séculos ou mesmo milênios de desenvolvimento cultural. Há milhares de anos, os humanos praticavam o ato sexual sem discriminação ou medo. Entretanto, a evolução da socialização sucedeu-se de tal forma que, em alguns períodos, o comportamento e a liberdade sexual foram castigados e duramente reprimidos, principalmente em relação às mulheres e aos homossexuais. Durante o século XX, a liberdade sexual foi ampliada e revista sob novos conceitos. Tanto a 
homossexualidade quanto a sexualidade feminina passaram a ser mais respeitados pelas legislações dos países.